# Nottoria
Nottoria , pronuncia locale Nottoría, è una frazione del comune di Norcia (PG) situata in una estrema propaggine dell'altopiano di Santa Scolastica che si innalza verso sud-sud-est da Norcia. Giace appena all'interno del parco nazionale dei Monti Sibillini e a pochi chilometri dai confini di Marche e Lazio.
Il paese si trova a circa 13 km da Norcia, ad un'altezza di 955 m s.l.m.. Esso è diviso in tre zone: Villa vecchia (la parte più antica), Villa nova (di più recente costruzione) ed il Colle (più rialzato rispetto alle altre). La valle posta prima del paese è denominata, appunto, Valle e sale fino ai monti circostanti. Secondo i dati Istat del 2001, risulta essere occupato da 36 abitanti.

## Storia
La leggenda racconta che fu costruita di notte (da qui il nome), dopo la distruzione di un paese a seguito del cedimento di una diga. Si tratta infatti di leggenda perché molto probabilmente il toponimo Nottoria deriverebbe dal termine Nòttora del dialetto locale, cioè pipistrello, dato che ne erano presenti in numero considerevole nelle cascine e grotte del paese. Una parte della popolazione del paese distrutto riparò verso le grotte dello "scoglio di Colletta", fondando Nottoria, e un'altra trovò rifugio più a valle, costruendo ricoveri di fortuna fatti di rami, in dialetto locale frasche, da cui il nome Frascaro dell'odierna altra frazione di Norcia.
La piazza principale è dedicata a Innocenzo Fiorucci (nato nel 1924), già servo di Dio e in via di beatificazione.

## Economia
Nottoria è sede della comunanza agraria omonima di 102 ettari, risalente alla fine del XIX secolo e attualmente appartenente al Consorzio delle comunanze agrarie di Norcia. Nonostante sia un piccolo paese di montagna, Nottoria ha dato i natali ad una parte della famiglia Fiorucci, nota in tutto il mondo per diversi marchi commerciali. Durante l'estate viene celebrata la festa del Sacro Cuore, voluta dallo stesso Innocenzo, che viene portata avanti nella sua realizzazione da suoi successori.

## Monumenti e luoghi d'arte
- Quercia pluricentenaria, alta 22 m e vetusta di oltre 300 anni, tra le più grandi d'Italia.[6][7]
- Chiesa parrocchiale di Santo Stefano (XVI secolo), sita al centro del paese, intitolata al primo martire della religione cristiana. La chiesa a due navate, detta anche di "Santa Maria della Cerquiglia",[8] è dotata di un'ampia facciata a capanna con due oculi frontali e un piccolo campanile a vela.[9] Tale chiesa è di costruzione successiva rispetto ad un'altra parrocchia preesistente, situata ai piedi del monte Terría e intitolata allo stesso santo, oramai diroccata e avvolta dalla vegetazione.[9] La chiesa è stata gravemente danneggiata dal violento sisma del 30 ottobre 2016. La chiesa conservava una tela con il Perdono di Assisi firmata da Jean Lhomme e datata 1631.[10]
- Nel paese si trova una cappella che viene utilizzata in particolari occasioni.
- Due massi, posti uno di fronte all'altro: lo scojo de' Colletta e lo scojo di santo Stefano, che prende il nome dalla vecchia chiesa parrocchiale.[4]